# Gârceni
Gârceni is een Roemeense gemeente in het district Vaslui.
Gârceni telt 2578 inwoners.